# 1836 au Nouveau-Brunswick
Chronologie du Nouveau-Brunswick
- 1832
- 1833
- 1834
- 1835
- 1836
- 1837
- 1838
- 1839
- 1840

Cette page concerne des événements d'actualité qui se sont produits durant l'année 1836 dans la colonie du Nouveau-Brunswick.

## Événements
- John Robertson succède à William Street au poste du maire de Saint-Jean.
- La ville de Liverpool, chef-lieu du comté de Kent, prend le nom de Richibucto

## Naissances
- Stephen Burpee Appleby, député
- George Heber Connell, député
- 25 avril : Antoine Girouard, marchand et homme politique
- 26 avril : George McLeod, député
- 11 décembre : George Gerald King, député et sénateur.